# منصور لقایی

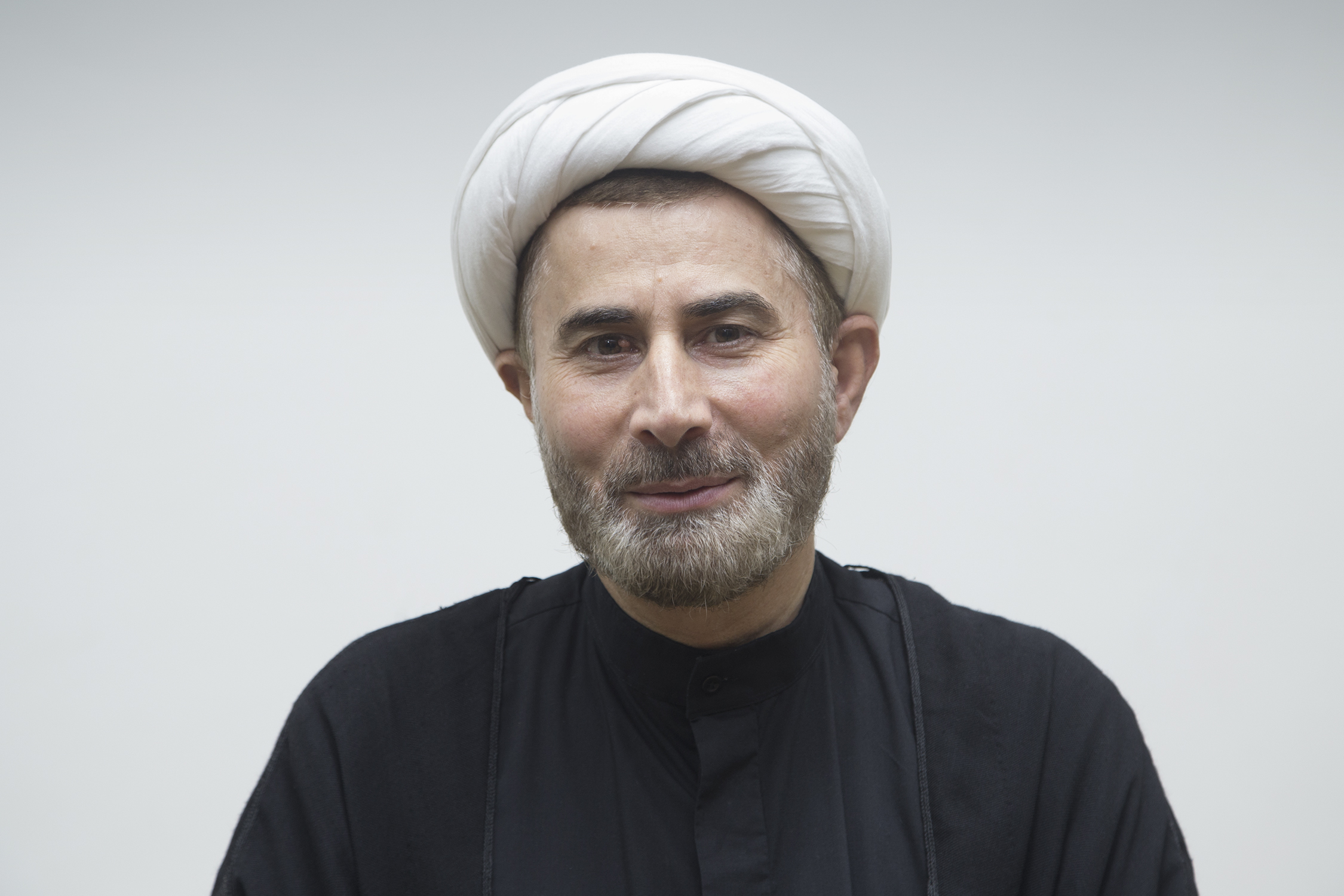
نگاره‌ای از منصور لقایی، آخوند مسلمان - ۲۰۱۸

منصور لقایی (متولد ۱۹۶۲) مؤسس و مدیر مرکز اسلامی امام حسین و مدرسه الهیات اسلامی در ایرلوود استرالیا است که از سال ۱۹۹۷ تا ۲۰۱۰ امام جماعت بوده‌است. او قبلاً در نیجریه خدمت می‌کرد و در سال ۱۹۹۲ مرکز آموزشی اهل بیت را در آنجا افتتاح کرد.
لقائی در استرالیا و در رسانه‌های بین‌المللی به دلیل مبارزات حقوقی طولانی‌اش، (که بیش از یک دهه را در بر می‌گیرد) با دولت استرالیا و نهادهای امنیتی آن شناخته می‌شود. لقایی ارزیابی امنیتی دولت از او در تلاش برای کسب اقامت دائم را به چالش کشید. این پرونده اغلب در رسانه‌ها و توسط وکلای او به عنوان روایتی واقعی از رمان محاکمه فرانتس کافکا شناخته می‌شود، زیرا اتهامات یا ماهیت اتهامات علیه او هرگز توسط مقامات روشن نشده‌است.
لقایی به عنوان یکی از اعضای برجسته در جوامع بین ادیان دیده می‌شود و رئیس میز گرد بین ادیان ماریک‌ویل بود. لقایی در تعدادی از سمینارها برای ارائه دیدگاه اسلامی شرکت کرده‌است، از جمله خدمات جهانی دربارهٔ طومارهای دریای مرده که در گالری هنری سیدنی برگزار شد، "مذهب‌درمانی" به مناسبت روز جهانی سرطان در دانشگاه سیدنی و "معنویت سنت‌های بزرگ کلیسای سنت جیمز.